# Максим Горький
Макси́м Го́рький (Пєшков Олексій Максимович, також Горький Олексій Максимович; 16 [28] березня 1868, Нижній Новгород, Нижньогородська губернія, Російська імперія — 18 червня 1936, Горки, Московська область, РРФСР, СРСР) — російський, пізніше радянський письменник, драматург, прозаїк, поет, та публіцист, журналіст, громадський діяч; значний час співпрацював з російськими соціал-демократами, а згодом комуністами.
Деякий час Горький був одним з найбільших спонсорів більшовиків і активно допомагав залучати на їхню користь кошти з інших, зокрема й іноземних джерел, проте до Жовтневого перевороту та до встановлення більшовицької диктатури у її початковий період він поставився скептично. Клопотався перед більшовиками за арештованих і засуджених до страти.
В еміграції провів загалом понад 18 років, включаючи 15 років — в Італії, при цьому не опанував жодної іноземної мови.
Після повернення до СРСР Горький став ініціатором створення Спілки письменників СРСР та першим головою правління цієї спілки. Був оголошений «засновником літератури соціалістичного реалізму та родоначальником радянської літератури». Незважаючи на офіційне визнання, сучасні дослідники творчості Горького ставлять під сумнів або зовсім заперечують його приналежність до соцреалізму: найбільш близькі до соцреалізму твори Горького відрізняються богобудівною ідеологією, а після революції Горький не написав жодного великого соцреалістичного твору.

## Життєпис

### Дитинство
Народився у Нижньому Новгороді в сім'ї столяра Максима Савватійовича Пєшкова (1839–1871).
Рано став сиротою і йому довелося жити у сім'ї свого діда по матері Каширіна. Тоді переніс натуральну віспу, про страждання під час цієї хвороби згодом написав у спогадах.
З 11-ти років «пішов у люди», був вимушений працювати на важких роботах, працював буфетним посудником на пароплаві, учнем в іконописній школі, пекарем і т. д.

### Освіта
1884 року він намагався вступити до Казанського університету. Тоді він почав знайомитися з різними філософськими течіями, зокрема марксизмом.

### Початок та розквіт літературної кар'єри
На межі 1890—1900-х рр. Горький пише низку творів у неоромантичній манері («Стара Ізергіль», «Пісня про Сокола», «Пісня про Буревісника» тощо). Проте поряд із «Піснею про Буревісника» письменник створив цілком реалістичний роман «Фома Гордєєв», де на широкому історичному тлі зобразив російську буржуазію.
1899 року в Петербурзі Горький знайомиться з Вікентієм Вересаєвим, а згодом, у Москві, з Львом Толстим, Леонідом Андреєвим, Антоном Чеховим, Іваном Буніним, Олександром Купріним. 1902 року у Московському художньому театрі була поставлена його соціально-філософська п'єса «На дні». Підкреслено реалістично змальовуючи у ній життя так званих «декласових елементів» — злидарів, які животіють у нічліжці, Горький стверджував гідність та честь людини, що не втрачаються навіть «на дні» суспільства. Високою гуманістичною вірою в людину сповнені слова одного з мешканців нічліжки: «Людина — це звучить гордо!».
На початку XX століття слава Горького стрімко зростає. 1902 р. його навіть обрали академіком. Однак за «височайшим повелінням» результати виборів було скасовано. Ця подія набула розголосу в середовищі російської інтелігенції. На знак протесту проти дискримінації письменника Антон Чехов і Володимир Короленко відмовилися від звання почесного академіка.
Під впливом революційних подій 1905—1907 рр. був написаний роман «Мати» (1907), в якому партійна доктрина пізніше вбачала високий взірець літератури «соціалістичного реалізму», що на нього мають «рівнятися» радянські письменники. Як позитивні герої доби у цьому творі змальовувалися революціонер Павло Власов та його мати. Революційно налаштовані читачі захоплено зустріли роман. Сам Горький називав роман одним із найгірших своїх творів[сторінка?].
Після Лютневої революції 1917 р. Горький завершує роботу над автобіографічною трилогією (романи «Дитинство», «В людях» та «Мої університети»), бере участь у виданні газети «Новая жизнь», де друкує запальні публіцистичні статті («Несвоєчасні думки»).
У 1921 р. розпочався період еміграції. Письменник жив у Німеччині, Італії, Чехословаччині, працював над романом «Діло Артамонових» та епопеєю «Життя Клима Самгіна». З листопада 1921 по листопад 1923 року перебував у вигнанні в Берліні. В 1931 р. він вирішив повернутися на батьківщину.
Саме Горькому належить авторство поняття «авторська глухота».

### Смерть

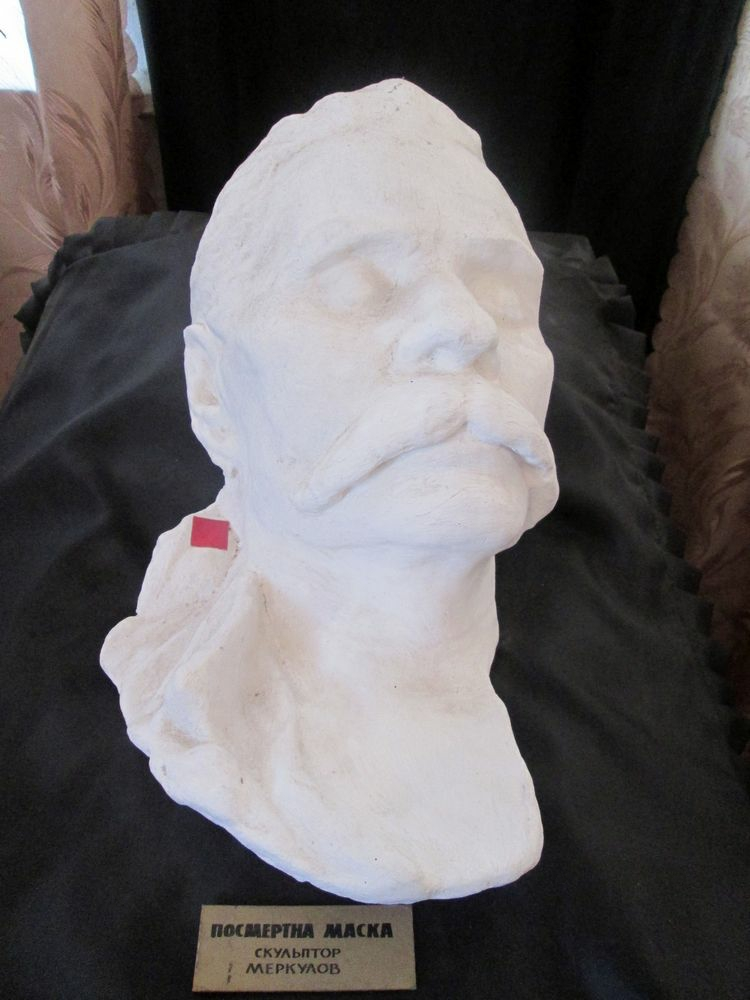
Посмертна маска Максима Горького. З колекції Мануйлівського літературно-меморіального музею Максима Горького

Горький помер 18 червня 1936 року у Москві. Обставини смерті Горького та його сина є таємничими, деякі дослідники бачать там сталінський слід. Є цікавим факт, що серед інших звинувачень Генріха Ягоди на третьому московському процесі 1938 року було звинувачення в отруєнні ним сина Горького. Згідно з матеріалами щодо допитів Ягоди, Максима Горького було убито за наказом Троцького, а вбивство сина було вже власною ініціативою Ягоди.
У смерті Горького також звинувачували й трьох лікарів (Казакова, Лєвіна и Плєтньова) на процесі 1938 р. у справі лікарів. Під час вшанування 4-х роковин з дня смерті в радянських газетах писали про «злочинницьке умертвіння троцькістсько-бухарінськими виродками».

## Зв'язки з більшовиками

Сталін та Горький. Обкладинка журналу «Огонёк», 1934

Близько 1901 року зійшовся з найбільш активною частиною соціал-демократії Російської імперії, що на той час об'єдналася навколо газети «Іскра», якою керував В. Ульянов. За відозву, написану у зв'язку з подіями 9 січня 1905 року, був заарештований і близько трьох місяців перебував у Петропавловській фортеці.
1906 року виїхав за кордон. На острові Капрі (Італія) разом із О. О. Богдановим та А. В. Луначарським організовував партійну школу РСДРП.
У 1900-ті роки входив у внутрішньопартійну опозиційну групу «Вперед», був одним з ідеологів «богобудування» (що відбилося в романі «Мати»). Ленін ідеологію Горького засудив.
Після повернення 1913 року до Росії співпрацював з більшовицькими газетами «Звезда» та «Правда», та журналом «Просвещение».
23 квітня 1920 року під час вшанування В. Леніна у зв'язку із 50-річчям говорив «про значення грандіозної роботи Леніна для людства».

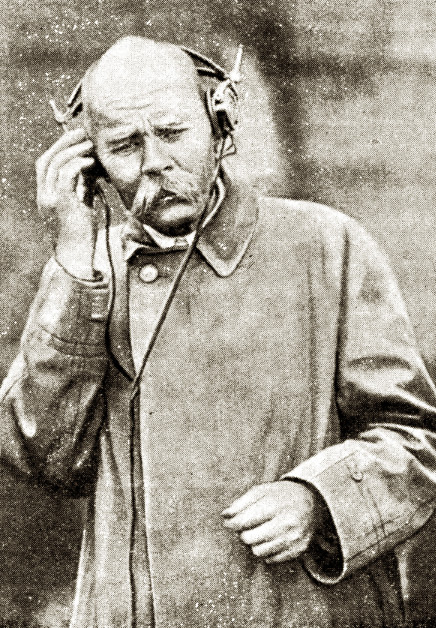
Максим Горький у Нижньогородській радіолабораторії

У липні 1920 року був присутнім на II конгресі Комінтерну.
У 1918—1921 роках брав участь «у будівництві соціалістичної культури»: організував видавництво «Всесвітня література» та ін. У публіцистичних статтях 1919—1921 років закликав закордонних діячів до захисту революції у Росії та підтримки голодуючих. У 1918 році Горький написав цикл памфлетів проти Леніна — «Несвоєчасні думки». Через публікацію було закрито газету «Нове життя».
У 1921 році Горький, розчарувавшись у більшовиках, виїхав із Росії. У відкритому листі Горький засудив процес есерів. Ленін назвав це «зрадою», а лист «поганим».
У 1922 році випустив книгу «Про російське селянство», в якому виразилося негативне ставлення до Жовтневої революції, російського селянства та російського народу взагалі:
|  | Я думаю, что русскому народу исключительно — так же исключительно, как англичанину чувство юмора — свойственно чувство особенной жестокости, хладнокровной и как бы испытывающей пределы человеческого терпения к боли, как бы изучающей цепкость, стойкость жизни. В русской жестокости чувствуется дьявольская изощрённость, в ней есть нечто тонкое, изысканное |

1931 року керівництво ВКП(б) організувало М. Горькому відвідування Соловецького табору особливого призначення, після чого він написав схвальний відгук про режим утримання в'язнів.
У книзі «Архіпелаг ГУЛАГ» О. Солженіцин вказує, що «за Горького і завжди строк давали»:
|  | Сімдесятирічного колишнього царського дипломата звинуватили у такій агітації: — що в СРСР погано живе робітничий клас; — що Горький — поганий письменник. Сказати, що це вже перебрали міру,— ніяк не можна, за Горького й завжди строк давали, так він себе поставив. Оригінальний текст (рос.) Семидесятилетнего бывшего царского дипломата обвинили в такой агитации: : — что в СССР плохо живет рабочий класс; : — что Горький — плохой писатель. Сказать, что это уж хватили через край,— никак нельзя, за Горького и всегда срок давали, так он себя поставил. |

1934 року, після «прогулянки» на пароплаві й «бесід» у присутності табірного начальства 17 серпня 1933 року ста двадцяти «радянських письменників» на чолі з М. Горьким по тільки-но завершеному Біломорсько-Балтійському каналові, була видана книга «Біломорсько-Балтійський канал імені Сталіна», головним редактором якої був М. Горький. У її підготовці взяли участь загалом 36 письменників, серед них, окрім Горького, також Віктор Шкловський, Всеволод Іванов, Віра Інбер, Валентин Катаєв, Михайло Зощенко, Б. М. Лапін і З. Л. Хацревин, Л. Нікулін, К. Л. Зелінський, Бруно Ясенський, Є. Й. Габрилович, О. М. Тихонов, О. М. Толстой, К. Я. Фінн. Оскільки більшість прославлених у ній керівників через короткий час були оголошені «ворогами народу» (після смерті Горького), то книга була знищена в усіх бібліотеках СРСР.
25 серпня 1933 року М. Горький виступив з промовою у місті Дмитрові Московської області перед в'язнями — «ударниками Беломорстроя», освячуючи наступні будівництва під контролем кадебістів-агентів ОДПУ, яких він назвав «інженерами перековки душ».
Коли М. Горький захотів написати біографію Й. Сталіна, йому відмовили у доступі до архівних документів.
Разом з тим, Горький був близький до деяких більшовиків, що виступали проти Сталіна, таким як Бухарін і Каменєв. Відомі йому недоліки радянської системи Горький обговорював зі Сталіним та наркомами. Горький також виступав за пом'якшення цензури та підтримував деяких опальних та заборонених письменників (А. Платонов, Б. Пастернак, М. Булгаков). Горький також відіграв роль у визволенні деяких політв'язнів.

## Погляди
У своїй статті 1922 року «Про російське селянство» (рос. О русском крестьянстве)
 написаній і виданій в Берліні Горький так описує власний народ :
|  | Я думаю, що російському народові виключно - так само виключно, як англійцю почуття гумору - властиво почуття особливої жорстокості, холоднокровної і ніби такої що випробовує межі людського терпіння до болю, що ніби вивчає чіпкість, стійкість життя. У російській жорстокості відчувається диявольська витонченість, у ній є щось тонке, вишукане. Цю властивість навряд чи можна пояснити словами психоз, садизм, словами, які, по суті, взагалі нічого не пояснюють... Якби факти жорстокості були виразом збоченої психології одиниць, - про них можна було не говорити. Але я маю на увазі тільки колективні забави муками людинию Оригінальний текст (рос.) Я думаю, что русскому народу исключительно – так же исключительно, как англичанину чувство юмора – свойственно чувство особенной жестокости, хладнокровной и как бы испытывающей пределы человеческого терпения к боли, как бы изучающей цепкость, стойкость жизни. В русской жестокости чувствуется дьявольская изощренность, в ней есть нечто тонкое, изысканное. Это свойство едва ли можно объяснить словами психоз, садизм, словами, которые, в сущности, и вообще ничего не объясняют... Если бы факты жестокости являлись выражением извращенной психологии единиц, – о них можно было не говорить. Но я имею ввиду только коллективные забавы муками человека. |

|  | Людина Заходу ще в ранньому дитинстві, тільки-но вставши на задні лапи, бачить всюди навколо себе монументальні результати праці її предків. <...> Земля — в руках людини, і людина справді володар її. Це враження всмоктується дитиною Заходу і виховує у ній свідомість цінності людини, повагу до її праці та почуття своєї особистої значущості як спадкоємця чудес, праці та творчості предків.Такі думки, такі почуття та оцінки не можуть виникнути в душі російського селянина. <...> Історик російської культури, характеризуючи селянство, сказав про нього: «Багато забобонів і жодних ідей». Ця сумна думка підтверджується всім російським фольклором. Оригінальний текст (рос.) Человек Запада еще в раннем детстве, только что встав на задние лапы, видит всюду вокруг себя монументальные результаты труда его предков. <...> Земля — в руках человека, и человек действительно владыка ее. Это впечатление всасывается ребенком Запада и воспитывает в нем сознание ценности человека, уважение к его труду и чувство своей личной значительности как наследника чудес, труда и творчества предков.Такие мысли, такие чувства и оценки не могут возникнуть в душе русского крестьянина. <...> Историк русской культуры, характеризуя крестьянство, сказал о нем: «Множество суеверий и никаких идей». Это печальное суждение подтверждается всем русским фольклором. |

Крилатою стала[джерело?] цитата Горького сказана ним під час Громадянської війни в Росії:
|  | Кто более жесток, белые или красные? Вероятно одинаково, ведь и те и другие - русские. |

Стаття була заборонена в СРСР і у сучасній Росії ніколи не видавалась.
У 2021 році Володимир Путін написав статтю «Про історичну єдність росіян та українців», в якій вкрай різко висловлювався про більшовиків, у тому числі звинуватив їх у створенні України шляхом розчленування «єдиного російського народу». Маргарита Симоньян, щоб підтримати Путіна, написала випад проти Горького, звинувативши у наклепі на життя робітників у Російській імперії.

## Горький і Україна
Горький неодноразово відвідував Україну. Бував зокрема в Одесі, Києві, Миколаєві.
У 1897 та 1900 роках гостював у Верхній Мануйлівці на Полтавщині. 27 липня 1897 року саме в Мануйлівці народився первісток письменника Максим.
Улюбленими українськими піснями Горького були «Засвіт встали козаченьки…» та «Гарбуз білий качається…», а також «Реве та стогне Дніпр широкий…», що створена Данилом Крижанівським на слова Тараса Шевченка. З творчістю Шевченка він познайомився в Казані, мануйлівським селянам твори Шевченка Горький читав в оригіналі. З українських письменників відзначав Котляревського, Гулака-Артемовського, Квітку-Основ'яненка, виявляв інтерес до творчості П. Куліша, роман якого «Чорна рада» цінував за художню майстерність та історичну правдивість, товаришував із М. М. Коцюбинським, якому присвятив захоплений нарис. Під час поїздок на Капрі Коцюбинський часто зустрічався з Горьким, взимку 1911—1912 навіть жив у нього і написав там твори «Коні не винні» та «Подарунок на іменини».
Створив у Мануйлівці аматорський театр, акторами якого були переважно місцеві селяни. Сам письменник грав у постановці п'єси І. Карпенка-Карого «Мартин Боруля».
Про український переклад «Ярмарка», виконаний Михайлом Даньком, Горький писав його авторові, що ця річ «українською мовою… звучить краще, музичніше…».
На Полтавщині Горький працював над оповіданнями «Мальва», «Подружжя Орлових», «У степу», «Колишні люди», повістю «Троє», почав писати роман «Фома Гордєєв».
Враження від перебування в Україні лягли зокрема в основу творів «Вивід» (1895), «Ярмарок у Голтві».
Після провалу революції 1905—1907 у Російській імперії стали проводитися реакційна політика та насаджуватися ідеї великоруського шовінізму, такі як «загальноросійська ідея» та «велика неподільна Росія». Горький у цей час намагався звертати увагу на «інородців» та «інші племена». В одній із статей він писав:
|  | В России есть украинская литература и наука — с каждым годом она цветет и зреет все ярче; зачинается культурное движение в Белоруссии и среди казанских татар; нам слишком мало известна духовная деятельность финнов, мы ничего почти не знаем о том, как живут армяне, грузины, латыши, эсты и литовцы; что знают широкие массы грамотных людей русских о духовной жизни Польши, культурной деятельности евреев? |

Починаючи з 1905 року, російський «кадет» П. Б. Струве написав низку статей, на які Горкий звернув увагу. Струве писав про необхідність «завойовницького націоналізму» і насильницького «залучення до російської культури» всіх національностей. Зокрема, Струве закликав до ідейної боротьби з «українством», що «заперечує загальноросійську культуру, її орган та символ — загальноросійську мову». 1912 року Горький написав замітку «О русской интеллигенции и национальных вопросах (Ответ на анкету „Украинской Жизни“)» до журналу «Українське Життя» («Украинская Жизнь»), в якій також відповів Струве і засудив "роздмухуваний московсько-російською думкою шум про «Велику Росію», але своєю відповіддю не задовольнився, і пізніше написав сатиричну казку про те, як російський барин пристає до єврея, грузина і українця, вимагаючи говорити виключно російською і вважати себе росіянами, «не порушувати цілісність імперії» і визнати його (барина) «господарем Великої Росії». Єврей у відповідь б'є пана по щоці, грузин «залишає у горизонтальному положенні», а українець «робить справу не поспішаючи».
Під редакцією Горького та В. Брюсова у видавництві «Парус» вийшли збірники вірменської, латиської та фінлянської літератур, готувався до виходу «Збірник української літератури». Передмову написав Михайло Грушевський, якого Горький називав «могутнім істориком», і праці якого Горький цінував («Очерк истории украинского народа» (1911) зберігається у бібліотеці Горького в Москві з його помітками), а статтю про нову українську літературу Горький замовив Сергію Єфремову.
|                             | Десь коло 10 падолиста, коли у Кулюні сконстатовано уже скарлатину і ми сиділи в добровільній карантині, з'явивсь у нас Горький, з котрим я перед тим був в кореспонденції, в справі статті до збірника української літератури, що випускало видавництво «Парус» в серії таких збірників інородчеських літератур. Огляд української історії для сього збірника я послав був Горькому ще з Казані; в листах, котрими ми обмінялися з ним, він дуже симпатично зазначив свою позицію до українства і загальної російської політичної проблеми, отже, я з приємністю чекав заповідженого його приїзду, і стріча наша була дійсно приятельська. |
| — М. Грушевський, «Спомини» | |

Після цього Горький обговорював ідею газети з українським відділом, у якій об'єдналася би вся опозиція, яка займала поразницькі позиції. Завідувати українським відтелом мав Олександр Саліковський.
Восени 1916 року Горький також обговорював із Грушевським науково-популярну книгу «Україна та Москва у їх духовному житті», доступну «як для українця, так і для московського читача». Саліковський писав у своїх спогадах:
|  | Якось у жовтні я зайшов до М. Грушевського на Арбат, і він показав мені листування з ним Горького, який захопився думкою видати велику наукову збірну працю, принаймні у 2-х томах, про український народ, як цілком окрему й одмінну від великоросіян національність. Не знаю, чи ця думка виникла в Горького незалежно від сторонніх впливів, чи може наштохнув на неї російського письменника М. Коцюбинський під час перебування на Капрі або М. Грушевський, але Горький настоював як на найскоршому виданні книжки, писав із цього приводу М. Грушевському докладні листи, навіть накреслив програму видання. Основна думка книжки мусіла бути приблизно та сама, що й знаменитої статті М. Костомарова «Дві руські народності», де, як відомо, зазначені величезні ріжниці між великоросіянами та українцями майже в усіх галузях духовного й матеріального життя... На гадку Горького, всі... думки, висловлені Костомаровим, занадто вже давно і схематично не вичерпують справи, а де в чому може й пристаріли; вони потрібують доповнення на підставі нових даних та дослідів, вимагають щиро-наукового обгрунтування. |

Жоден із цих задумів Горького не було здійснено. Стаття Грушевського і більшість його листування з Горьким втрачено.
Відомий лист від 26.01.1926, у якому Грушевський пропонує Горькому зустрітися у Москві.
На процесі Самуїла Шварцбарда, який вбив Симона Петлюру, Максим Горький заступався за Шварцбарда і був на його стороні. В основному на процесі Петлюру та його прихильників звинувачували в антисемітизмі і єврейських погромах; Горький займався «єврейським питанням» від початку своєї письменницької кар'єри, виступаючи на захист євреїв:
|  | Грабежи еврейских городов и местечек, массовые убийства евреев — это входило в систему самозащиты русского правительства. <...> В то время как правительство через полицию устраивало погромы и не мешало грабежам и убийствам, люди явно ненормальные занимались в печати проповедью ненависти к евреям. <...> Вот условия, в которых создавались и воспитывались личности, подобные Петлюре. О его действиях суду расскажут документы, они достаточно ярко освещают кровавую деятельность бандитских шаек, которыми он командовал. |

За Шварцбарда також заступилися Альберт Ейнштейн, Анрі Бергсон, Ромен Роллан, Анрі Барбюс та Поль Ланжевен.
У 1926 році Видавництво «Книгоспілка» вирішило видати українською мовою повість М. Горького «Мати» для молоді, зі скороченнями. У зв'язку з цим, головний редактор видавництва, письменник Олекса Слісаренко, звернувся із листом до автора твору аби той надав дозвіл на друк україномовного перекладу. Горький написав лист-відповідь на це звернення:
|  | Уважаемый Алексей Андреевич, я категорически против сокращения повести "Мать". Мне кажется, что и перевод этой повести на украинское наречие тоже не нужен. Меня очень удивляет тот факт, что люди, ставя пред собою одну и ту же цель, не только утверждают различие наречий - стремятся сделать наречие "языком", - но еще и угнетают тех великороссов, которые очутились меньшинством в области данного наречия. При старом режиме я - посильно - протестовал против таких явлений. Мне кажется, при новом режиме следовало бы стремиться к устранению всего, что мешает людям помогать друг другу. А то - выходит курьезно: одни стремятся создать "всемирный язык", другие же действуют как раз наоборот. |

Через рік після листа Слісаренка видавництво «Український робітник» звернулося до Горького за дозволом на друк нового україномовного перекладу «Мати», і цього разу Горький погодився. У 1928 році Горькому надіслав свій переклад О. П. Варавва із зверненням на дозвіл публікації (вийшов у видавництві «Пролетар»). Олександр Варавва-Воронін, син перекладача, писав, що Варавва відправив свій переклад після того, як відповідь Слісаренку стала відома. У листі до Варавві Горький переклад похвалив:
|  | Не зная языка, - не могу судить о достоинствах перевода, но уверен почему-то, что перевод хорош. В том же убеждает меня и отзыв одного художника, украинца. |

Відповідь Слісаренка із фрагментом листа Горького була надрукована журналом «Вапліте», після чого Горького було звинувачено в українофобії. 19 липня 1928 року Володимир Винниченко опублікував відкритого листа-відповідь «Одвертий лист В. Винниченка до М. Горького», де засуджував лист як «гасло лютої зоологично-націоналістичної ворожнечі до української нації» і «валуєвськой» позиції «пролетарського письменника» протиставив позиції Бухаріна і компартії України. Натомість «Відвертий лист» висловлював думку еміграції УНР, публікація фрагмента викликала активні дебати в українській радянської пресі. Радянський український письменник Микола Хвильовий у своєму памфлеті «Україна чи Малоросія?» назвав Горького «великодержавником, проповідником російського месіанізму».
1928 року Горький під час зустрічі з українськими письменниками у харківському Будинку літератури ім. В. Блакитного прокоментував свій лист: «Я не філолог і цим словом не хотів образити українську мову, бо не знаюся на тонкощах. Взагалі весь інцидент я вважаю результатом того, що ми зі Слісаренком посперечалися, а в розпалі полеміки можна наговорити багато зайвого».

## Пам'ять

### Об'єкти, названі на його честь

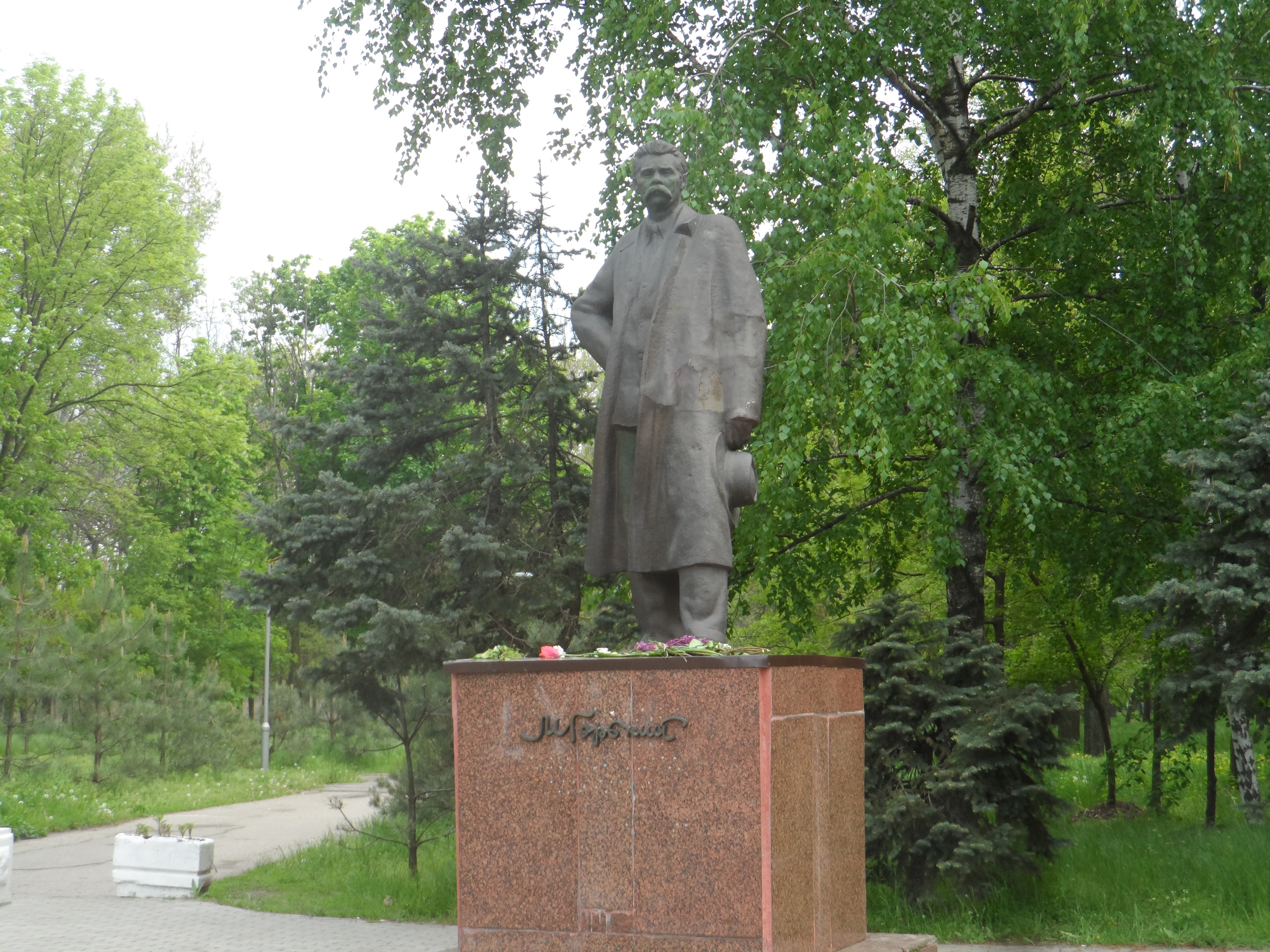
Пам'ятник Горькому у Мелітополі

- У Нижньому Новгороді ім'я Горького носить центральна районна дитяча бібліотека, драматичний театр, вулиця, а також площа, в центрі якої встановлений пам'ятник Горькому.
- У 1932 році Московському художньому академічному театру присвоєно ім'я Максима Горького.
- Парк ім. М. Горького в Мінську.
- Приморський академічний театр імені М. Горького у Владивостоці.
- У Санкт-Петербурзі на честь Максима Горького названа станція метро.
- Російський драматичний театр імені М. Горького в Астані.
- Ім'я М. Горького носить Тульський драматичний театр.
- Національний академічний драматичний театр імені М. Горького (російський театр) в Мінську.
- Іменем Горького названі бібліотеки у Волгограді, Красноярську, Рязані, Санкт-Петербурзі, Твері.
- Парк культури і відпочинку імені Горького в Луганську.
- Родовище імені Максима Горького на Колимі, де працювали в'язні концтабору Береговий.

### Колишні
- У 1932—1990 рр. Нижній Новгород називався — Горький.
- У 1934 році у Воронежі на авіаційному заводі був побудований радянський агітаційний пасажирський багатомісний 8-моторний літак, найбільший літак свого часу з сухопутним шасі — АНТ-20 «Максим Горький».
- У Москві існували провулок Максима Горького (нині Хитровский), набережна Максима Горького (нині Космодаміанська), площа Максима Горького (раніше Хитровська, нині забудована), станція метро «Горьківська» (нині «Тверська») Горьківсько-Замоскворіцької (нині Замоскворіцька) лінії, вулиця Горького (нині розділена на Тверську і першу Тверську-Ямську вулиці).
- Азербайджанський театр юного глядача за совєцької окупації, з 1936 р., носив ім'я Горького.
- Ім'я Горького раніше носив Центральний парк у Харкові.
- Новоолександрівський парк у Мелітополі до жовтня 2020 носив ім'я Горького.
- До 2019 ім'я Горького носила Луганська обласна універсальна наукова бібліотека.

### Вулиці
На честь Горького були названі вулиці у багатьох населених пунктах Росії та пострадянських країн. Після здобуття ними незалежності, у частині з них такі вулиці були перейменовані.
У більшості містах України у рамках декомунізації та деколонізації перейменували вулиці Горького.
Також вулиці Максима Горького є у містах Німеччини та Франції.

### Пам'ятники
- Пам'ятник у Мелітополі;
- Пам'ятник у Донецьку;
- Пам'ятник у селі Багачівка, Кривоозерського району, Миколаївської області (в центрі села на постаменті у повний зріст)
- У селі Кандибине (Миколаївський район).

#### Демонтовані
Пам'ятники Максимові Горькому у рамках декомунізації та деколонізації демонтовано у Чернівцях, Черкасах, Вінниці, Дніпрі, Мукачевому, Кременці, Олександрії, Жмеринці, Кегичівці, Одесі, Кривий Ріг (2 шт.) у селах Верхня Мануйлівка, Голозубинці, Нижній Коропець.

## Переклади українською мовою
Твори Горького широко перекладені українською мовою.
За ініціативою і завдяки сприянню Івана Франка з'явилися перші переклади творів Горького в Україні, спочатку у Львові у журналі ЛНВ («Челкаш», 1900 переклад Володимира Гнатюка; «Пісня про Буревісника», 1901 переклад Р-ко; «Макар Чудра», 1902 переклад Марусі Полтавки; «Двадцять шість і одна», 1903 переклад М. Лозинського;), а згодом і окремими виданнями («На дні життя», 1903 переклад Володимира Темницького; «Мальва и инші оповідання», 1904 переклад В. Гнатюка, С. Гуменюка та М. Лозинського). У 1902 році в часописі «Молода Україна» з'являється переклад оповідання «Стара Ізергіль» зроблений Лесею Українкою. У 1903 році у Чернівцях окремою книгою виходить український переклад п'єси «Міщани: сцени в домі Безсємйонова» у перекладі Марусі Полтавки. У 1908 році у Львові з'являється український переклад оповідання «Приятелі» в перекладі П Гоздов-Трипольського. У 1911 році у Києві з'являється український переклад оповідання «Ярмарок в Голтві» в перекладі М. Троцького.
У 1913 році у Нью-Йорку у збірці «Оповіданя» з'являються українські переклади Горького зроблені Р. Скибінським, зокрема «Весняні мелодії», «Дівчинка (згадка)», «Протестую! Апострофа», та «Чоловік (фільозофічний поемат)». У 1916 році у Скрентоні з'являється український переклад статті «Руський цар» у перекладі Омеляна Рев'юка. У варшавському часописі «Наш світ» за 1924 рік вийшов український переклад Миколи Садовського «Пісні про буревісника» Горького.
- Максим Горький (1919). Погром. Переклад з російської: ?. Харків: Видання Харківського товариства Просвіта. 12 стор.
- Максим Горький (1925). 9 січня. Переклад з російської: ?. ?:? 47 стор.
- Максим Горький (1928).  Мої університети . Переклад з російської: Михайло Лебединець; за редакцією: Сергій Пилипенко. Харків: Пролетарій. 149 стор.
- Максим Горький (1928). Мати. Переклад з російської: Олекса Варавва за редакцією Сергія Пилипенка. Харків: «Пролетарий». 376 стор. (перевидано у 1933, 1936, 1938, 1939, 1940 роках)
- Максим Горький (1928). Хома Гордєєв . Переклад з російської: Л. Кардиналовська, за редакцією С. Пилипенка. Харків:? ? стор. (перевидання 1935)
- Максим Горький (1929). Гривеник: страсті-мордасті.. Переклад з російської: Марко Вороний. Харків: Український робітник. 63 стор. (Біблиотека красного письменництва № 238-239)
- Максим Горький (1931).  В степу . Переклад з російської: ?. ?:? 23 стор.
- Максим Горький (1932). Дід Архип і Льонька. Переклад з російської: ?. ?:? 35 стор.
- Максим Горький (1932). Листування М.Горького з колгоспниками . Переклад з російської: П. Воронин; заг. ред. О. Розумієнко. Харків-Київ: Література і мистецтво. 46 стор. (Бібліотека малописьменного. М.Горький і колгоспники)
- Горький М. Вибрані твори / М. Горький. — Харків, 1932. — 224с.
- Максим Горький (1934).  З ким ви, «майстрі культури»? Відповідь інтелігентові делегатам антивоєнного конгресу . Переклад з російської: Я. Хоменко. Київ-Харків: Радянська література. 54 стор. (Вибрані твори)
- Максим Горький (1934). Про культури. Переклад з російської: ?. Київ: Держсоцеквидав України. 32 стор.
- Максим Горький (1934). 9 січня. Переклад з російської: ?. ?:? 36 стор.
- Максим Горький (1934). Коновалов. Переклад з російської: ?. ?:? 55 стор. (Вибрані твори)
- Максим Горький (1934). Солдати. Переклад з російської: Олекса Варавва. Харків: ЛіМ 52 стор.
- Максим Горький (1934). Діло Артамонових. Переклад з російської: Є. Плужник. Харків: ЛіМ. 292 стор.
- Максим Горький (1934). Челкаш. Переклад з російської: ?. Харків-Київ: Радянська література. 39 стор.
- Максим Горький (1934). Казки про талю. Переклад з російської: Гавриш.. Харків: ЛіМ. 156 стор. (Дешева бібліотека художньої літератури)
- Максим Горький (1934). Вибрані твори: у 3 т.. Переклад з російської: ?. Харків:?. ? стор.
- Горький М. Вибрані твори / М. Горький. — Харків, 1934. — 433с.
- Горький М. Вибрані твори / М. Горький. — Харків, 1934. — 299с.
- Максим Горький (1934). «На плотах»; Якось восени"; «Курилка»; «Народження людини». Київ: Радянська література. 1934. 51 стор.
- Максим Горький (1935). Челкаш. Переклад з російської: О. Сорока. Харків-Київ: Держлітвидав. 67 стор.
- Максим Горький (1935). Мати. Переклад з російської: І. Маненко. Харків-Одеса: Дитвидав. 368 стор.
- Максим Горький (1935). Оповідання. Переклад з російської: ?. Харків-Київ: Держлітвидав. 231 стор. (Бібліотека художньої літератури).
- Максим Горький (1935). Троє. Переклад з російської: ?. Харків: Художня література. 324 стор. (Дешева бібліотека художньої літератури).
- Максим Горький (1935). Дитинство. Переклад з російської: Бориса Ткаченко. Харків-Одеса: Дитвидав. 212 стор. (Шкільна бібліотека для дітей старшого віку).
- Максим Горький (1935). Дитинство. Переклад з російської: Харків-Київ: ЛіМ. 222 стор. (Дешева бібліотека художньої літератури).
- Максим Горький (1935). Мальва.; Переклад з російської: Максим Рильський. Харьків: Держлітвидав. 86 стор. (Біблиотека читача-початківця).
- Максим Горький (1935). Доповідь та промови на 1-му Всесоюз. з'їзді рад. письменників. Київ-Харків: Радянська література 98 стор.
- Максим Горький (1935).  В людях .; Переклад з російської: ?. Харків: Художня література. 350 стор. (Дешева бібліотека художньої літератури).
- Максим Горький (1935).  В людях .; Переклад з російської: ?. Одеса-Харків: Дитвидав. 350 стор.
- Максим Горький (1936).  Тюрма .; Переклад з російської: ?. Харків: Держлітвидав. 71 стор.
- Максим Горький (1936).  Кирилка.; Переклад з російської: П. Воронна. Харків: Держлітвидав. 23 стор.
- Максим Горький (1936). «Народження людини». Київ: Держлітвидав. 24 стор. (Біблиотека читача-початківця)
- Максим Горький (1936). Страсті-мордасті.. Переклад з російської: ?. Харків-Київ: Держлітвидав. 32 стор. (Біблиотека читача-початківця)
- Максим Горький (1936). 9 січня. Переклад з російської: ?. Харків-Київ: Держлітвидав. 45 стор. (Бібліотека малописьменного) (Біблиотека читача-початківця)
- Максим Горький (1936). Вибрані твори: у 2 т.. Переклад з російської: ?. Харків-Київ: ?.
  - Вибрані твори: у 2 т. Т.1. Переклад з російської: ?. Харків-Київ:?. 639 стор.
  - Вибрані твори: у 2 т. Т.2. Переклад з російської: ?. Харків-Київ:?. 768 стор.
- Горький М. Васса Желєзнова / М. Горький. — Харків, 1937. — 89 с.
- Максим Горький (1939). Вороги. Переклад з російської: ?. ?:?. 175 стор.
- Максим Горький (1939). Рання революційна публіцистика. Переклад з російської: ?. ?:?. 131 стор.
- Максим Горький (1941). Про молодь і дітей. Переклад з російської: ?. ?:?. 144 стор.
- Горький Максим Буревісник. Пісня про Сокола. Дівчина і смерть. / Горький Максим. — Одеса, 1941. — 23 с.
- Максим Горький (1946). На дні. Переклад з російської: ?. Київ: Мистецтво. 128 стор.
- Максим Горький (1946).  Вибрані оповідання.[85] Переклад з російської: Антін Хуторян; редактор: І. Маісренко. Київ: Держлітвидав. 174 стор.
- Максим Горький (1947). Дитинство. Переклад з російської: ?. ?:?. 203 стор.
- Максим Горький (1947). Мати. Переклад з російської: ?. ?:?. 306 стор.
- Максим Горький (1948). Оповідання. Переклад з російської: ?. ?:?. 349 стор.
- Максим Горький (1949).  Про літературу . Переклад з російської: ?. ?:?. 267 стор.
- Максим Горький (1949).  Про молодь і дітей. Переклад з російської: ?. ?:?. 151 стор.
- Максим Горький (1950).  Оповідання про героїв. Переклад з російської: ?. ?:?. 50 стор.
- Максим Горький (1950).  Драматичні твори. Переклад з російської: ?. Київ: Держлітвидав. 722 стор.
- Максим Горький (1950).  Казки . Переклад з російської: не вказано; малюнки: Л. Капітан. Київ: Молодь. 27 стор.
- Максим Горький (1950). Діло Артамонових. Переклад з російської: ? за редакцією О. Варкентин. Київ: ?.
- Максим Горький (1951).  Літературно-критичні статті . Переклад з російської: ?. ?:?. 465 стор.
- Максим Горький (1951).  Про молодь. Переклад з російської: ?. ?:?. 227 стор.
- Горький Максим. Вороги; Перекл. з рос. Д. Бобиря  — Київ: Мистецтво, 1952. — 104 с. — (Бібліотека російської драматургії)
- Максим Горький (1952—1955).  Твори у 16 томах. Переклад з російської: ?. Київ: Держлітвидав.
  - Твори: у 16 т. Т.1: Оповідання, повісті, вірші (1892—1896). Київ: Держлітвидав. 1952. 599 с.
  - Твори: у 16 т. Т.2: Повісті, оповідання, нариси, вірші (1896—1900). Київ: Держлітвидав. 1952. 583 с.
  - Твори: у 16 т. Т.3: Повісті, оповідання, нариси, вірші (1899—1906). Київ: Держлітвидав. 1952. 564 с.
  - Твори: у 16 т. Т.4: Повісті, оповідання, нариси, начерки (1906—1907). Київ: Держлітвидав. 1952. 505 с.
  - Твори: у 16 т. Т.5. Повісті (1907—1909). — Київ: Держлітвидав. 1952. 483 с.
  - Твори: у 16 т. Т.6. Повісті (1909—1912). Київ: Держлітвидав, 1953. 619 с.
  - Твори: у 16 т. Т.7. Казки, повісті, оповідання, нариси (1910—1917). Київ: Держлітвидав. 1953. 722 с.
  - Твори: у 16 т. Т.8: Повісті, оповідання, нариси, спогади (1912—1923). Київ: Держлітвидав. 1953. 759 с.
  - Твори: у 16 т. Т.9. Нотатки із щоденника, спогади, оповідання, повісті, нариси (1919—1936). Київ: Держлітвидав, 1953. 829 с.
  - Твори: у 16 т. Т.10. П'єси (1901—1906). Київ: Держлітвидав. 1954. 517 с.
  - Твори: у 16 т. Т.11. П'єси (1908—1935). Київ: Держлітвидав, 1954. 454 с.
  - Твори: у 16 т. Т.12. Життя Клима Самгіна. Ч.1 (1925—1926). Київ: Держлітвидав, 1955. 513 с.
  - Твори: у 16 т. Т.13. Життя Клима Самгіна. Ч.2 (1926—1928). Київ: Держлітвидав, 1955. 601 с.
  - Твори: у 16 т. Т.14. Життя Клима Самгіна. Ч.3 (1928—1930). Київ: Держлітвидав, 1955. 357 с.
  - Твори: у 16 т. Т.15. Життя Клима Самгіна. Ч.4 (1931—1936). Київ: Держлітвидав, 1955. 516 с.
  - Твори: у 16 т. Т.16. Статті, доповіді, промови (1896—1936). Київ: Держлітвидав, 1955. 606 с.
- Горький М. Васса Желєзнова. — Київ, 1952. — 60с.
- Максим Горький (1953). Коновалов; Колишні люди. Переклад з російської: Є. Кротевич, Є. Дроб'язко. Київ: Держлітвидав. 107 с.
- Максим Горький (1954). Про літературу. Переклад з російської: ?. Київ: Держлітвидав. 653 с.
- Горький М. Варвари. — Київ, 1954. — 124с.
- Максим Горький (1955). Оповідання. Переклад з російської: Л. Дмитерко, О. Ільченко, Г. Коваленко, О. Копиленко, Є. Кротевич, І. Ле, П. Панч, С. Скляренко; худож.: В. Глуздов — Київ: Держлітвидав. 96 с.
- Максим Горький (1956). Оповідання, нариси. Переклад з російської: ?. Київ: Держлітвидав. 489 с.
- Максим Горький (1959). Дитинство. Переклад з російської: ?. ?:?. 253 стор.
- Максим Горький (1960).  В. І. Ленін . Переклад з російської: ?. ?:?. 50 стор.
- Максим Горький (1964).  Про Іванка-дурника. Переклад з російської: М. Прокопенко; малюнки: К. Каруцяка та М. Попович. Київ: Веселка. 12 стор.
- Максим Горький (1965).  Горький Максим Пригода з Овсійком. Переклад з російської: Пригара М.; малюнки: Григор'єва Г. Київ: Веселка, 1965. 14 стор.
- Горький Максим Буревісник / Горький Максим. — Київ, 1966. — 326с.
- Максим Горький (1968).  В. І. Ленін . Переклад з російської: ?. ?:?. 79 стор.
- Максим Горький (1968). Пісня про Буревісника. Пісня про Сокола. Переклад з російської: П. Тичина, М. Бажан; малюнки: Сергій Артюшенко — Київ: Дніпро — 44 стор.
- Максим Горький (1968). Дід Архип і Льонька. Переклад з російської: Іван Сенченко; малюнки: М. Попова. Київ: Веселка. 30 стор.
- Максим Горький (1968).  Мати. Переклад з російської: І. Маненко. Київ: Дніпро. 401 с.
- Максим Горький (1969).  В. І. Ленін . Переклад з російської: ?. ?:?. 75 стор.
- Максим Горький (1971).  Дитинство. В людях. Мої університети . Переклад з російської: ?. Київ: Молодь. 609 с.
- Максим Горький (1974). Серце Данко. Переклад з російської: Григорій Тютюнник; малюнки: Микола Пшінка. Київ: Веселка. 35 стор.
- Максим Горький (1976).  Горобеня . Переклад з російської: Марія Пригара; малюнки: Ольга Якутович. Київ: Веселка. 16 стор.
- Максим Горький (1960).  В. І. Ленін: спогади. Переклад з російської: ?. Київ: Політвидав України, 1980. 85 стор.
- Максим Горький (1986).  Мати. Переклад з російської: І. Маненко. Київ: Дніпро. 315 с. (Вершини світового письменства. Книга 56)